# Jiřina Šedinová
Jiřina Šedinová (* 21. dubna 1946, Praha) je hebraistka a přední česká překladatelka moderní izraelské literatury, historička židovské kultury a vysokoškolská pedagožka.

## Život
Maturovala roku 1964 na Střední všeobecně vzdělávací škole v Praze 4. Dále vystudovala v letech 1964–1969 obor historie - hebraistika na Filozofické fakultě Univerzity Karlovy. Roku 1973 získala titul PhDr. a roku 1990 obhájila vědeckou práci a získala titul CSc. V letech 1969–1990 působila jako odborná pracovnice a 1991–1995 jako vědecká pracovnice Židovského muzea v Praze. V letech 1995–1999 vyučovala na Státní jazykové škole. Roku 1999 obhájila na FF UK aspiranturu, stala se docentkou a dvě desetiletí vedla obor hebraistiky na Filozofické fakultě Univerzity Karlovy, kde přednášela židovské dějiny, kulturní dějiny a literaturu. Na tuto oblast hebraistických a judaistických studií se soustředila již při práci v Židovském muzeu. V rámci vědeckého úkolu Hebraica Bohemica zpracovávala hebrejskou historiografickou literaturu (kroniky, drobnou historiografickou a memoárovou prózu, náboženskou poezii historického obsahu). Výsledky své práce publikovala v odborných judaistických časopisech. Překládá z hebrejské literatury starší i současné, jak poezii, tak prózu. V oblasti starší literatury se zaměřuje především na středověké, renesanční a barokní literární památky vzniklé v českých zemích. Současnou hebrejskou literaturu v jejích překladech reprezentují díla izraelských autorů. Do roku 2013 vedla obor hebraistika v Ústavu Blízkého východu a Afriky na Filozofické fakultě Univerzity Karlovy, kde dosud přednáší. Externě vyučuje také na Husitské teologické fakultě Univerzity Karlovy.

## Vlastní publikace
- Židé. Dějiny a kultura (2005)
- Dialog myšlenkových proudů středověkého judaismu (2011)
- Židovské dějiny, kultura a náboženství (1992)
- David Gans – Pražský renesanční židovský historik (2016)

## Překlady (výběr)
- Amos Oz – Černá skříňka (Mladá fronta, 1993)
- Kroměřížská selicha – k 26. červnu 1643. El male rachamim ve – chesed azur (Roš chodeš – Věstník Židovské náboženské obce, červen 1993)
- Amos Oz – Mír, láska a kompromis (Mladá fronta, 1997, spolu s Milanem Macháčkem)
- Písek a hvězdy. Výbor moderní hebrejské poezie (Mladá fronta, 1997)
- Jehuda Amichai – Svícen v poušti (Baronet, 1998)
- Amos Oz – Fima (Mladá fronta, 1998)
- Amos Oz – Panter ve sklepě (Mladá fronta, 1999)
- Aharon Appelfeld – Sebeklam (Academia, 2000)